# Rabenreuth (Münchberg)
Rabenreuth ist ein Gemeindeteil der Stadt Münchberg im Landkreis Hof (Oberfranken, Bayern). Rabenreuth liegt in der Gemarkung Meierhof bei Münchberg.

## Geografie
Der aus drei Siedlungen bestehende Weiler mit jeweils 200 Meter Abstand zueinander liegt auf dem Spitzberg. Ein Wirtschaftsweg führt 300 Meter nördlich zu einer Gemeindeverbindungsstraße bei Schwarzholzwinkel. Im Osten wird die Flur von der Bundesautobahn 9 durchschnitten.

## Geschichte
Rabenreuth gehörte zur Realgemeinde Meierhof. Gegen Ende des 18. Jahrhunderts bestand Rabenreuth aus einem Anwesen. Die Hochgerichtsbarkeit stand dem bayreuthischen Stadtrichteramt Münchberg zu. Das Kastenamt Münchberg war Grundherr des Halbhofes.
Von 1797 bis 1810 unterstand Rabenreuth dem Justiz- und Kammeramt Münchberg. Infolge des Ersten Gemeindeedikts wurde Rabenreuth dem 1812 gebildeten Steuerdistrikt Meierhof und der zugleich entstandenen die Ruralgemeinde Meierhof zugewiesen. Im Zuge der Gebietsreform in Bayern wurde Rabenreuth am 1. Mai 1978 nach Münchberg eingemeindet.

### Einwohnerentwicklung
| Jahr      | 1812  | 1819  | 1861   | 1871   | 1885   | 1900   | 1925   | 1950   | 1961   | 1970   | 1987  |
| Einwohner | *     | *     | 34     | 29     | 28     | 15     | 17     | 12     | 14     | 20     | 10    |
| Häuser    | *     |       |        |        | 4      | 4      | 4      | 3      | 3      |        | 4     |
| Quelle    | [ 6 ] | [ 9 ] | [ 10 ] | [ 11 ] | [ 12 ] | [ 13 ] | [ 14 ] | [ 15 ] | [ 16 ] | [ 17 ] | [ 1 ] |

## Religion
Rabenreuth ist bis heute nach St. Peter und Paul (Münchberg) gepfarrt und evangelisch-lutherisch geprägt.